# Pierre Foldes
Pierre Foldes, (París, 6 de mayo de 1951 (73 años) es un médico cirujano francés creador, en colaboración con el urólogo Jean-Antoine Robein, de un método quirúrgico que permite reparar los daños causados por la mutilación genital femenina.

## Formación
Pierre Foldes nació en 1951 en París de padre húngaro y de madre picarda. Tras los estudios secundarios en Santa-Cruz de Neuilly, decide estudiar medicina y convertirse en cirujano. Por su tesis de doctor en medicina, recibió en 1982 el premio Édouard Laborie de la Academia de cirugía y en 1983 el de la Academia nacional de medicina. Describe una técnica quirúrgica de ablación de la vejiga: la cistectomía total radical para cáncer de la vejiga. Una originalidad: las ilustraciones de su tesis fueron dibujadas y pintadas por él. Especialista en urología, tiene igualmente un CES (Certificado de Estudios Superiores) en anatomía organogénesis, en radio anatomía, en cirugía general y en sexología. Interno en hospitales de París, trabajó como cirujano tras haber asistente de jefe de clínica en 1985 de hospitales públicos y de CHU Necker-Enfants malades.

## Compromiso humanitario
Descubre la medicina humanitaria en 1976 durante un curso médico en Líbano donde practica cirugía de guerra. Se compromete con Médicos del mundo (MDM) y hasta 2005 trabaja con la organización en numerosos países en Asia y África. En los años 1980 descubrió en Burkina Faso las secuelas causadas por la escisión. Trabajó también con la Madre Teresa de Calcuta en India, en los años 1990.
Su compromiso para formar a profesionales en el extranjero se ha mantenido en paralelo al compromiso humanitario. De manera especial ha formado cirujanos urólogos (Argentina, Chile, Vietnam, India, Japón, Filipinas, Marruecos, Túnez, Birmania) y ha realizado formaciones especializadas en lithotricia (destrucción de los cálculos renales por ultra sonidos) extra corporales (Estados Unidos, Inglaterra, India, Israel, Japón, Vietnam, Túnez, Marruecos).  También trabaja con frecuencia en la formación de cirujanos africanos sobre cómo reparar quirúrgicamente las mutilaciones sexuales.

## Misiones institucionales
- Investigación para la Organización Mundial de la Salud en el centro y el norte del Vietnam de 1992 a 1998.
- Ponente de la comisión PARINAC del Alto Comisariado para los Refugiados ( HCR) en Katmandú en 1997.
- Misión con el HCR en 1999 en Sarajevo.
- Corresponsal del Programa de Naciones Unidas para el desarrollo para Bangkok.
- Ponente del proceso DIPECHO, para las prevenciones de catástrofes en 1999 en Bangkok.
- Miembro del comité científico de Equilibrios y Poblaciones desde 2006.
- Misión en Malí en 2007 para el grupo de trabajo « Equilibrios y Poblaciones » con encuentro con los dirigentes del país y puesta en marcha de una política de prevención de las mutilaciones sexuales.

## Lucha contra el escisión
Con sus constataciones clínicas en África y sus trabajos de investigación desarrolla una técnica de reparación quirúrgica sobre mutilación femenina por escisión (se calcula que en el mundo hay aproximadamente 130 millones de mujeres mutiladas). Reflexiona sobre cómo realizar la técnica de la manera menos costosa posible y hacerla accesible. En 2004, sus esfuerzos lograron con éxito que la sanidad pública francesa asumiera la reparación de estas mutilaciones. Sus conferencias, sus escritos, su apoyo, a las asociaciones de lucha contra la escisión, sus numerosas misiones sobre el terreno han puesto sobre la mesa este tema hasta entcones tabú. Las mujeres se atreven ahora a hablar de lo que han padecido, a pesar de los riesgos de represalias. Son cada vez más numerosas en reclamar una reparación quirúrgica y a militar activamente contra la escisión. Durante sus misiones, el Dr. Foldes ha intentado también sensibilizar a quienes practican las excisiones, los médicos pero también a los dirigentes de los países implicados.

## Creación del Instituto de Salud Genésica
Pierre Foldes ha ampliado progresivamente su campo de intervención: 

Mi especialidad se ha ampliado trabajando en el marco de la violencia contra las mujeres. Me he dado cuenta de que las mujeres mutiladas sexualmente habían frecuentemente sido víctimas de otros tipos de violencia como los matrimonios forzados y violación conyugal. Esto permite medir hasta que punto los temas de violencia están poco considerados en el mundo médico. Menos del 1 por ciento de la violencia de género llegan al juzgado y menos del 10 por ciento son tratadas médicamente.

En diciembre de 2012, con Frédérique Martz, fundó el Instituto en Salud Genésica en Saint-Germain-Escoda-. Es un centro piloto de atención integral para las mujeres víctimas de todo tipo de violencias con especialistas en medicina, enfermería, psicología y juristas para acoger a las víctimas y orientarlas desde una perspectiva de salud, social y de justicia.

## Estudios sobre el placer sexual femenino
Su trabajo quirúrgico lo ha conducido a interesarse a un órgano bastante desconocido de la medicina: el clítoris.  En este sentido ha efectuado trabajos de investigaciones anatómicas con el profesor Vincent Delmas a la Facultad de Medicina de París. La actualización de la técnica quirúrgica sobre las reparaciones del clítoris se ha proseguido con el profesor Bernard-Jean Paniel, jefe del servicio de ginecología y obstetricia del Hospital Intercomunal de Crétiel.  Más recientemente, se ha interesado en la ecografía del clítoris y a su implicación funcional en el muy controvertido punto G (punto Grafenberg), y ha realizado varias publicaciones entre ellas una obra realizada con Odile Buisson, sobre los estudios desarrollados en común apoyándose en écografías completas y en 3D de un coito, lo que permite identificar una zona del cuerpo del clítoris que se amolda sobre la parte posterior de la vagina y del pene durante la penetración.

## Distinción
El 3 de julio de 2006, recibió el distintivo de Caballero de la Legión de Honor.

## Publicaciones
Tesis : La Cystectomie totale radicale pour cancer de la vessie. Étude critique d'une série homogène de deux cents cas. I.C.B. 1982, 600 p.
Otras publicaciones científicas indexados en el NCBI en MEDLINE y accesibles a través de PubMed

## Filmografía
- Les enfants sont des dieux, con Serge Lama, 1994.
- Terres de mission, corto 1995.
- Médicaments faux à en mourir, reportaje sobre el tráfico de medicamentos y de material médico (Antenne 2)
- Noires douleurs, participación en el film de France 3, 2006.

- Datos: Q3385016